# Pseudochazara pallida
Pseudochazara pallida är en fjärilsart som beskrevs av Evans 1932. Pseudochazara pallida ingår i släktet Pseudochazara och familjen praktfjärilar. Inga underarter finns listade i Catalogue of Life.